# 凌一揆
凌一揆（1925年1月—1992年），男，四川永川（今属重庆）人，中国中药学家，中国第一位中药专业博士生导师。

## 生平
1930年随父迁居重庆，1940年返回永川，就读于英井中学。1942年考入四川国医专科学校，同年秋转入四川国医学院，1944年毕业并留校任教。1946年学院停止招生，遂离校。1947年1月筹办《中国医学》月刊，并任主编。刊物发行四期停刊。1948年回永川开业行医。1953年参与四川省中医代表会议筹备工作。1954年调入成都中医进修学校。1956年调成都中医学院（现成都中医药大学）。历任教务处教学科研科科长、中药方剂教研组主任、中药教研组主任、教授、副院长、名誉院长。

## 著作
《中药学》统编教材第二版、第三版主编。